# Rue Al-Wehda
La rue Al-Wehda est une voie de Gaza.

## Historique
Le 16 mai 2021, la rue Al-Wehda est bombardée par l’armée israélienne,,,.
Le 18 novembre 2023, un convoi de Médecins sans frontières est attaqué.